# Hunter (manhwa)
Pour les articles homonymes, voir Hunter.
Hunter (헌터) est un sunjeong manhwa de Yun Dae-chung en quatre volumes publiés en Corée du Sud aux éditions Ahsun Media et en français chez Tokebi.

## Résumé
Dino gagne sa vie comme chasseur de monstres.